# 검은발핸들리쥐
검은발핸들리쥐(Handleyomys fuscatus)는 비단털쥐과 쌀쥐족에 속하는 설치류의 일종이다. 이전에는 산지생쥐속으로 분류했지만, 콜롬비아쌀쥐(Handleyomys intectus, 이전의 Oryzomys intectus)와 아주 유사하여 두 종이 함께 2002년에 별도의 핸들리쥐속으로 분류되었다. 콜롬비아에서만 발견된다.